# Följa John

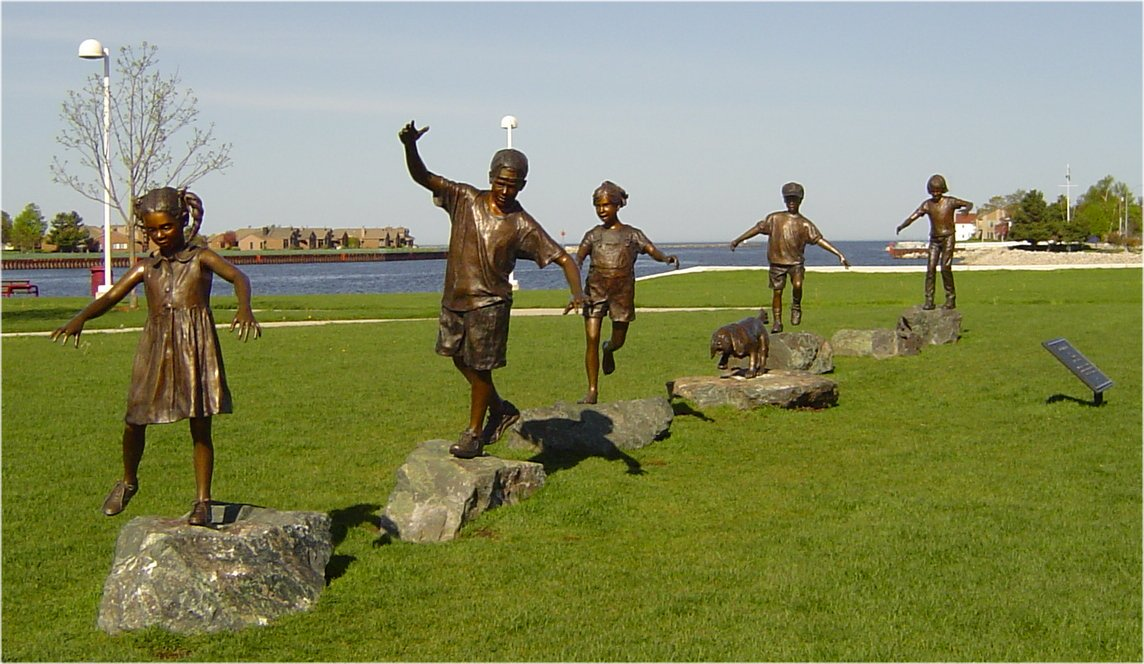
En skulptur som illustrerar leken.

Följa John är en barnlek där en person utses att vara "John". De övriga skall sedan efterlikna "John" i allt vad denne gör. Den som misslyckas blir vanligtvis utslagen. Deltagaren som först blir utslagen får ibland vara "John" i nästa omgång. Följa John kommer från filmen Peter Pan (1953) där "de vilda pojkarna" skall följa John.
Ursprungligen har dock inte ledaren varit John, utan leken har hetat Följ mig, John!. Leken har inspirerat ordstävet Jag med, sa Jon. Folkvisan Steffen, Richard, Herr Lave och herr Jon med omkvädet Jag, följer sa Jon är också inspirerad av leken.
Leken är snarlik Simon säger (engelska: Simon Says), en från början engelsk lek av medeltida ursprung. Där ingår utsägandet av frasen "Simon säger" i tävlingsreglerna.